# Lit de justice
Lit de justice (френско произношение: [li də ʒystis] – Ложе на правосъдието) е израз, използван по времето на Стария режим във Франция, който означава тържествено заседание на Парижкия парламент, което се провежда в присъствието на монарха.
С личното си присъствие на заседанието на Парламента кралят демонстрира своя върховен суверенитет и функцията си на върховен съдия в кралството. Така кралят със своето присъствие преустановява съдебните пълномощия на Парламента и ги съсредоточава в ръцете си. По този начин lit de justice става синоним на личното упражняване на съдебната власт от краля.
Заседанията на Парижкия арламент в присъствието на краля, дошъл лично да упражни съдебните си функции или по друг повод, започват да се наричат ложе на правосъдието от началото на XVI век – за първи път изразът е използван през 1527 г. и 1537 г. Тези заседания се провеждат по специално изработен за целта церемониал, който подчертава разликата от други кралски заседания на Парламента, когато монархът присъства на заседанието не по някой специален повод, а например, за да произнесе реч пред магистратите. Lit de justice най-често се провежда, когато кралят иска да наложи регистрацията на някой закон или ордонанс, след като Парижкият парламент е оказвал продължителна и упорита съпротива срещу регистрацията на въпросния акт, възпрепятствайки по този начин неговото изпълнение. Lit de justice се провежда и по други поводи, например, когато Парламентът тържествено обявява пълнолетието на монарха, с което се поставя началото на самостоятелното му управление.
Любопитното наименование на този род заседания на Парижкия парламент, което буквално се превежда легло на правосъдието (или ложе на правосъдието), се дължи на вътрешния интериор на голямата палата на Парламента в Париж, въведен от Шарл V през 1366 г. и обновен от Луи XIII в началото на XVII век по същия модел. В залата за заседания на Парламента е поставен специален трон или по-точно легло, тъй като има всички атрибути на такова – покривало, възглавници и балдахин. Оттук идва и названието легло, тъй като в стария френски език всяко място, покрито с балдахин, е наричано легло. На леглото в палатата на Парламента са поставяни пет възглавници, оформящи мястото за сядане на монарха: кралят сяда върху едната, втора е поставена зад гърба му, две служат за подлакътници за ръцете му, петата възглавница е под краката му. При lit de justice кралят сяда на това легло, докато при по-обикновени случаи, когато монархът присъства на заседанието, не за да изземе функците на Парламента, той е настаняван в по-обикновен фотьойл.